# Reine (Aerzen/Extertal)
Reine ist ein kleines Haufendorf, das durch die Landesgrenze zwischen Nordrhein-Westfalen und Niedersachsen in zwei Hälften zerteilt wird. Der westliche Teil von Reine gehört zur Gemeinde Extertal im Kreis Lippe und der östliche Teil zum Ort Reinerbeck des Flecken Aerzen im Landkreis Hameln-Pyrmont.

## Lage und Beschreibung
Der Ort liegt im Südosten der durch das Lemgo-Gesetz neu gegründeten Gemeinde Extertal im südlichen Weserbergland links der Weser und im Westen des Fleckens Aerzen. Er liegt auf einer Höhe von durchschnittlich 236 Metern über Normalnull.
Bösingfeld befindet sich ca. 5 Kilometer nordwestlich, Aerzen 7 km östlich, Hameln 16 km nordöstlich und Lemgo 22 km westlich.

## Geschichte
Als in der ersten Hälfte des dreizehnten Jahrhunderts die Grafschaft Sternberg von der Gesamtherrschaft Schwalenberg abgetrennt wurde, legten die beteiligten Grafen Hermann von Everstein, dem das Gebiet um Aerzen gehörte und Heinrich von Sternberg, unter Zuziehung von zwölf Altsassen auf beiden Seiten, die Grenze zwischen ihren beiden Herrschaften fest. In dem Vertrag wird der Grenzverlauf beschrieben, der weitestgehend noch heute mit der Landesgrenze zwischen Nordrhein-Westfalen und Niedersachsen übereinstimmt. Aus dem Vertrag geht eindeutig hervor, dass es in Reine schon vor 1226 ein kirchliches Gebäude, sei es eine Kirche oder eine Kapelle, gegeben hat. Es wird vermutet, dass in dieser Zeit die Bewohner Bösingfelds und Alverdissens nach Reine zur Kirche gingen. Nach dieser Grenzziehung förderte aber die Herrschaft von Sternberg den Bau einer Kirche in Bösingfeld und stufte die Kirche in Reine zu einer Kapelle zurück. 1492 bestimmte Bernhard VII. über die Einkünfte in Bösingfeld und Reine. Erst 1560 kam es zum Streit zwischen Herrmann Simon, der von Bernhard VIII. (Lippe) die Burg Sternberg als Paragium erhalten hatte und dem Pfandherrn von Aerzen, damals Ertzen genannt, Hilmar von Münchhausen. War die Kirche noch 1440 an der Grenze und dem Amt Sternberg zugeordnet, so stand sie jetzt auf der Grenze und war aufgeteilt. Im Turm stand der Abendmahlstisch der reformierten Gemeinde, die von Bösingfeld mit versorgt wurde und im Chorraum der Altar, der lutherischen Gemeinde, die von Aerzen mitversorgt wurde.

## Infrastruktur

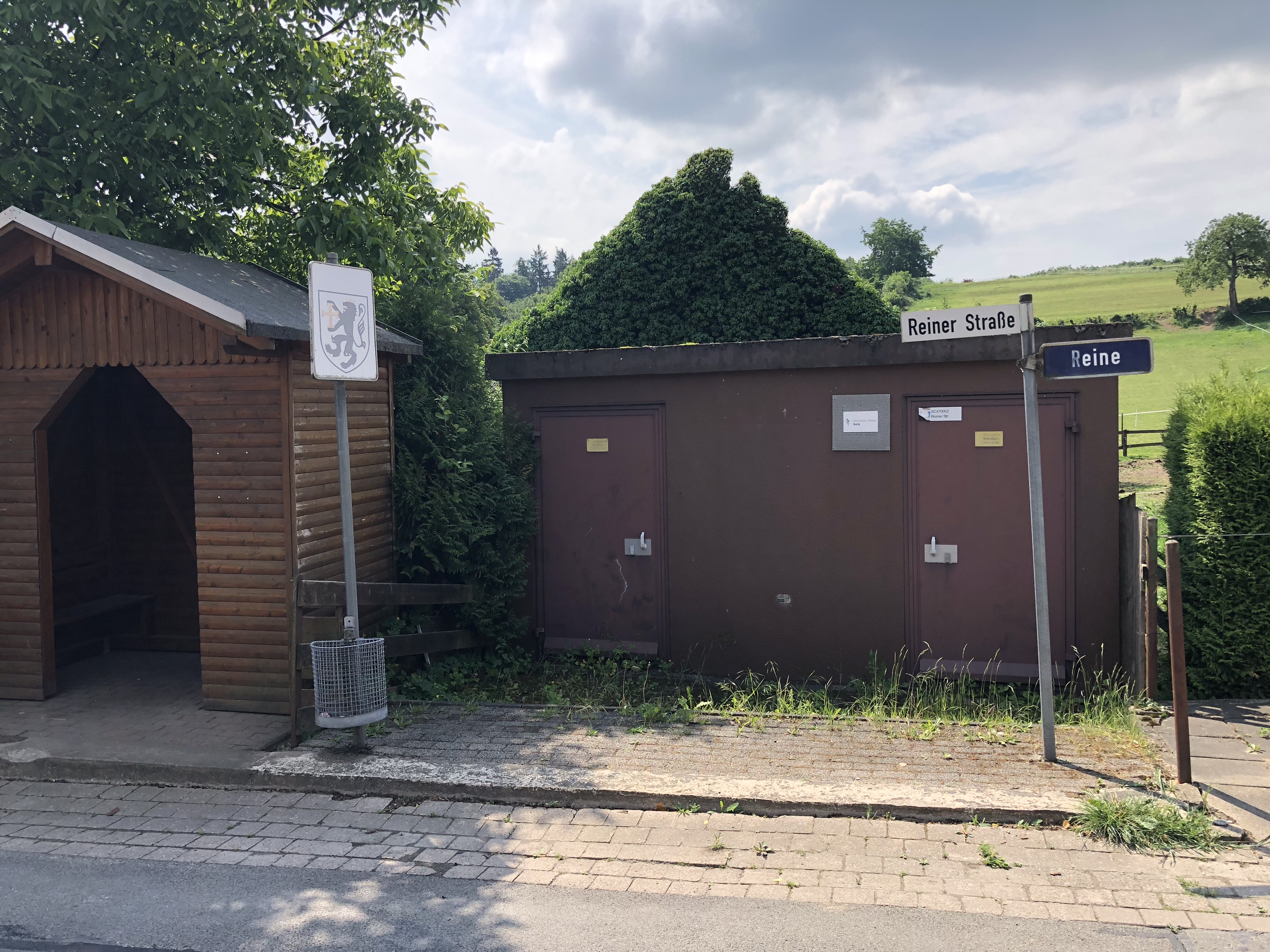
Das Foto zeigt die Grenze in Reine zwischen Niedersachsen und Nordrhein-Westfalen. Das Straßenschild mit den Straßenname Reine und Reiner Str. steht auf der heutigen Grenze.

Reine verfügt über einen eigenen Friedhof, der von der Kirchengemeinde Bösingfeld verwaltet wird, über einen Briefkasten und zwei Bushaltestellen, die den Ort an den ÖPNV des Landkreises Hameln-Pyrmont (die Öffis) und des Kreises Lippe (VGL) anschließen.
Im Ort gibt es ein Versammlungshaus mit Luftgewehrschießstand, der von der Niedersächsischen Kameradschaftsvereinigung (NKV) errichtet wurde. Der Verein war davor Mitglied im Kyffhäuser-Verband und ist jetzt Mitglied in der Bayerischen Kameraden- und Soldatenvereinigung, die als Dachverband der niedersächsischen Kameradschaftsvereine fungiert.

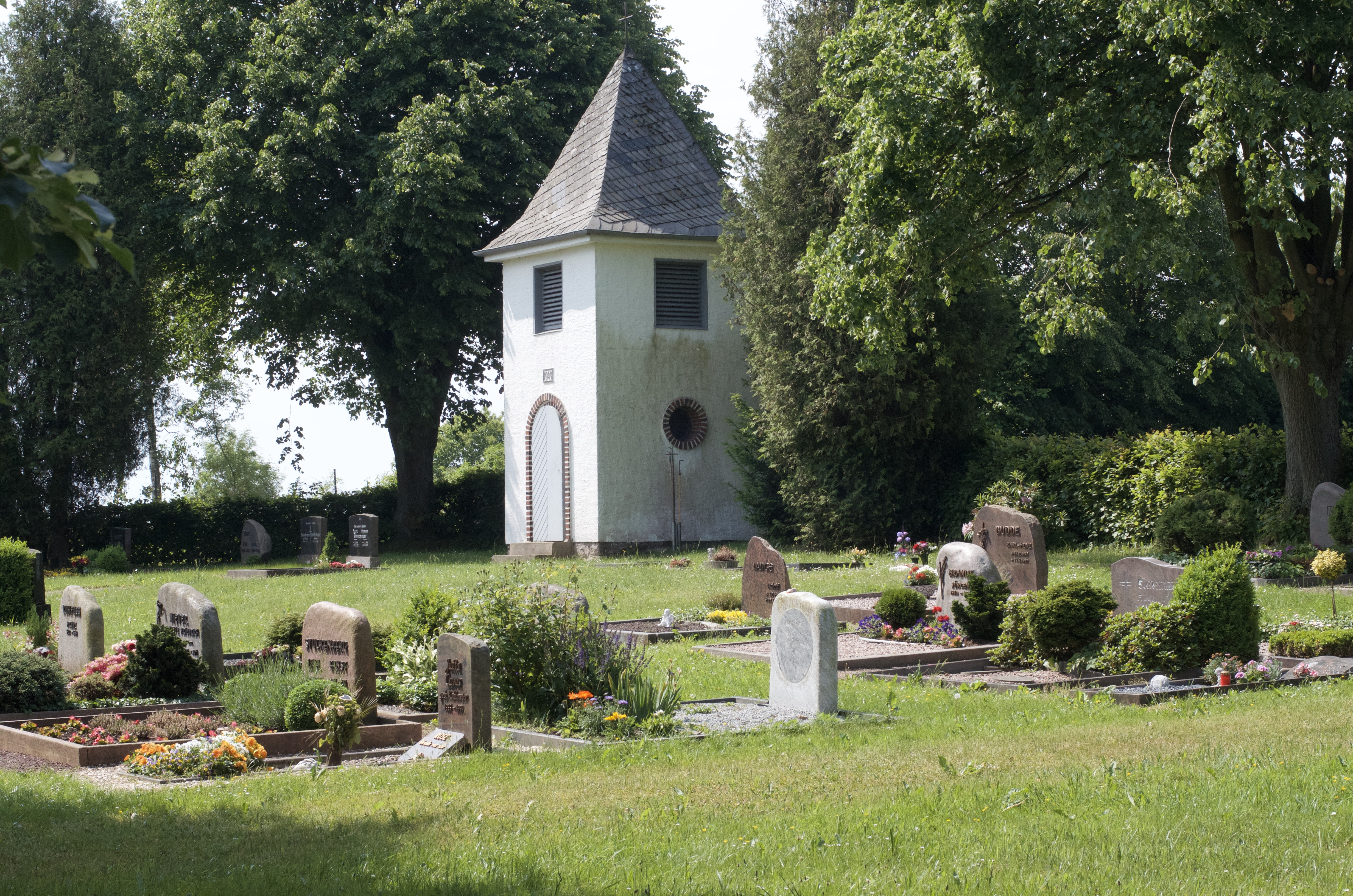
Blick über das Gräberfeld auf den Turm zu. Der Friedhof ist von einer Hecke gesäumt und hat zwei Eingänge zur Straße.

## Trivia
Ernst Maßmann hat in seinem Buch „Haferstroh“ Geschichten aus einem „kleinen Dorf“ in pseudonomisierter Form aufgeschrieben. Die Erzählung behandelt vor allem Geschichten aus dem Aerzener Teil des Dorfes.